# Niedernhall
Niedernhall település Németországban, azon belül Baden-Württembergben. Lakosainak száma 4213 fő (2023. december 31.).

## Népesség
A település népessége az elmúlt években az alábbi módon változott:
| Lakosok száma | 2353 | 2651 | 3187 | 3295 | 3322 | 3640 | 3971 | 3956 | 3914 | 4213 |
|               | 1961 | 1967 | 1974 | 1980 | 1987 | 1993 | 2000 | 2006 | 2013 | 2023 |